# Marcel Lewandowsky

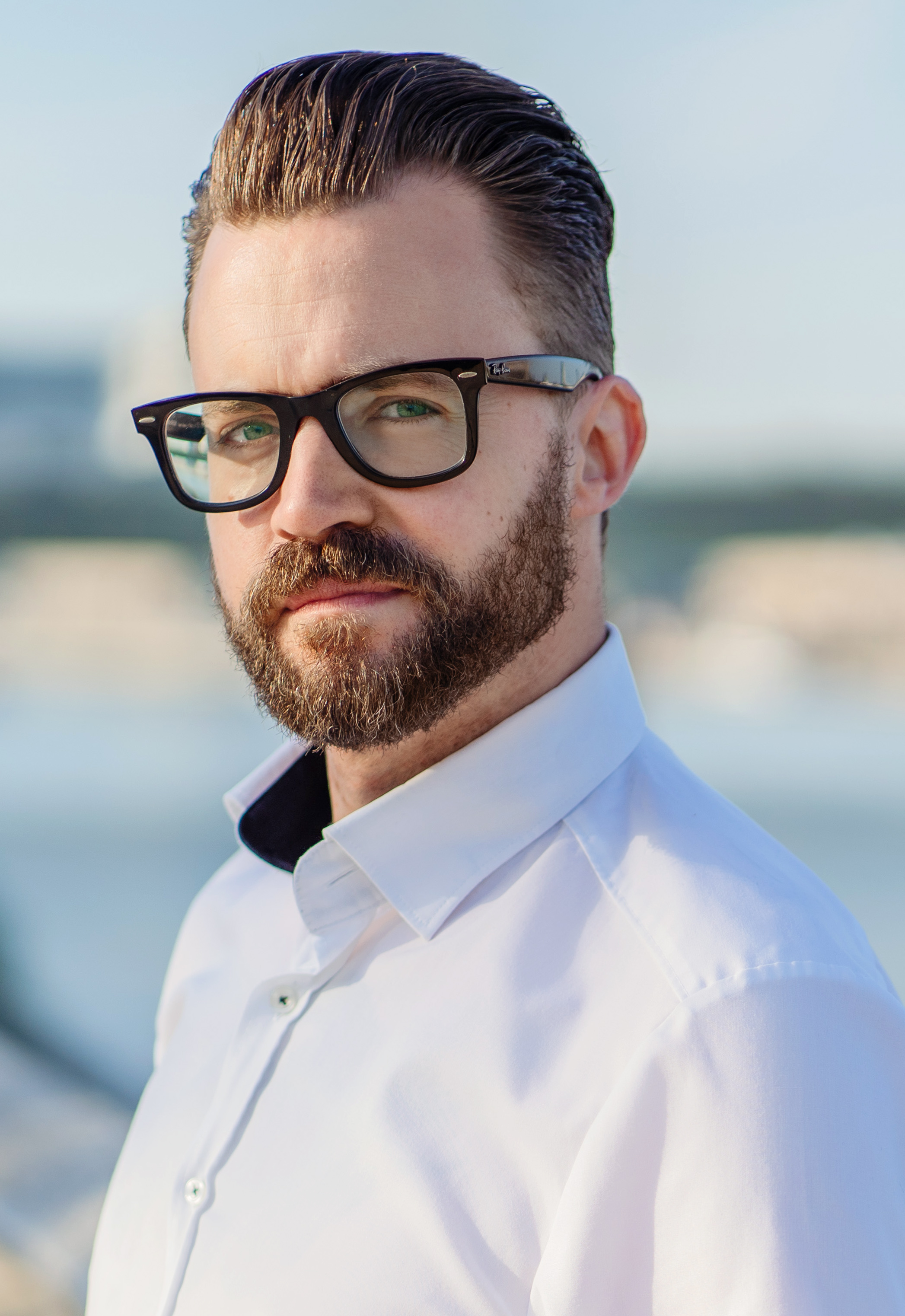
Marcel Lewandowsky (2023)

Marcel Lewandowsky (* 22. April 1982 in Köln) ist ein deutscher Politologe, Hochschullehrer und Autor.

## Leben
2002 bis 2007 studierte  Lewandowsky Politische Wissenschaft, Neuere Geschichte und Öffentliches Recht an der Rheinischen Friedrich-Wilhelms-Universität Bonn und absolvierte ein Auslandssemester an der University of Birmingham. 2004 bis 2012 war er Stipendiat der Friedrich-Ebert-Stiftung. 2012 promovierte er bei Frank Decker mit einer Untersuchung der Landtagswahlkämpfe in Baden-Württemberg, Nordrhein-Westfalen und Sachsen-Anhalt.
2012 bis 2013 war er wissenschaftlicher Mitarbeiter am politikwissenschaftlichen Institut der Leuphana-Universität Lüneburg und zugleich Mitarbeiter des Lüneburger Zentrums für Demokratieforschung sowie 2013 bis 2019 wissenschaftlicher Mitarbeiter bei Florian Grotz an der Helmut-Schmidt-Universität Hamburg. 2019 wurde er für das Sommersemester zum Vertretungsprofessor für Staatstätigkeit und Landespolitik an der NRW School of Governance berufen, einer politikwissenschaftlichen Einrichtung der Universität Duisburg-Essen.
2019 bis 2022 war Lewandowsky im Rahmen des Deutschen Akademischen Austauschdienstes als Visiting Assistant Professor am Center for European Studies der University of Florida in Gainesville tätig. Bereits 2021 hat sich Lewandowsky an der Helmut-Schmidt-Universität Hamburg habilitiert. 2022 bis 2023 war er Vertretungsprofessor für Vergleichende Regierungslehre an der Universität Greifswald. Seit 2024 ist er Lehrbeauftragter an der Johannes Gutenberg-Universität Mainz.
Lewandowskys Forschungsschwerpunkte sind Populismus, politische Partizipation, Parteien und Parteiensysteme sowie Verwaltungspolitik auf Länderebene. Gelegentlich tritt er in Medien wie dem Westdeutschen Rundfunk, dem Deutschlandradio oder der Deutschen Welle zu aktuellen politischen Themen als Experte auf. Für das Recherchenetzwerk Correctiv ist er zudem als Gastautor tätig.

## Sonstiges
Privat ist Lewandowsky mit dem Rapper und Lyriker Schwartz befreundet: Dieser hat ihm seinen 2018 veröffentlichten Gedichtband Vantablack gewidmet. Mit ihm zusammen verfasste Lewandowsky 2020 die Kurzgeschichte Korallen, die in der Anthologie Urban Fantasy: Going Intersectional veröffentlicht wurde. Darüber hinaus hat Lewandowsky Lyrik und Prosa in verschiedenen Sammelbänden und Literaturzeitschriften publiziert.

## Veröffentlichungen (Auswahl)
- Die globale Rechte. C.H. Beck Wissen, München 2025, ISBN 978-3-406-83018-1
- Was Populisten wollen – Wie sie die Gesellschaft herausfordern und wie man ihnen begegnen sollte. Kiepenheuer & Witsch, Köln 2024, ISBN 978-3-462-00672-8.
- Populismus – Eine Einführung. Springer VS, Wiesbaden 2022, ISBN 978-3-658-36465-6.
- mit Frank Decker, Bernd Henningsen und Philipp Adorf: Aufstand der Außenseiter – Die Herausforderung der europäischen Politik durch den neuen Populismus. Nomos, Baden-Baden 2022, ISBN 978-3-8487-5624-7.
- mit Simon T. Franzmann: Populismus? Populismen! BAPP, Bonn 2020, ohne ISBN. (PDF)
- mit Florian Grotz, Alexander Götz und Henrike Wehrkamp: Verwaltungsstrukturreformen in den deutschen Ländern. Springer VS, Wiesbaden 2016, ISBN 978-3-658-13692-5.
- Alternative für Deutschland – A new actor in the German party system. FES, Berlin 2014, ISBN 978-3-86498-834-9, englisch.
- Landtagswahlkämpfe – Annäherung an eine Kampagnenform. Springer VS,  Wiesbaden 2013, ISBN 978-3-658-01600-5, zgl. Dissertation.
- mit Frank Decker und Marcel Solar: Demokratie ohne Wähler? – Neue Herausforderungen der politischen Partizipation. Dietz, Bonn 2013, ISBN 978-3-8012-0439-6.
- Populismus der Mitte – Das Beispiel New Labour. Tectum, Marburg 2010, ISBN 978-3-8288-2262-7.